# Tứ phân vị
Tứ phân vị là đại lượng mô tả sự phân bố và sự phân tán của tập dữ liệu. Tứ phân vị có 3 giá trị, đó là tứ phân vị thứ nhất, thứ nhì, và thứ ba. Ba giá trị này chia một tập hợp dữ liệu (đã sắp xếp dữ liệu theo trật từ từ bé đến lớn) thành 4 phần có số lượng quan sát đều nhau.
Giá trị tứ phân vị thứ hai Q2 chính bằng giá trị trung vị
Giá trị tứ phân vị thứ nhất Q1 bằng trung vị phần dưới
Giá trị tứ phân vị thứ ba Q3 bằng trung vị phần trên
Ví dụ: Tập dữ liệu bao gồm {5, 7, 9, 14, 25, 34, 48}
Tập dữ liệu trên đã được sắp xếp theo thứ tự tăng dần, dễ dàng nhận thấy giá trị trung vị nằm giữa chính là 14
Trung vị của tập dữ liệu phần dưới {5, 7, 9} là 7
Và trung vị của tập dữ liệu phần trên {25, 34, 48} là 34
Vậy Q1 = 7
Q2 = 14
Q3 = 34